# Newport (Tennessee)
Newport è una città degli Stati Uniti d'America, situata nello Stato del Tennessee, nella Contea di Cocke, della quale è il capoluogo.
Qua è nato l'attore Marshall R. Teague.